# La Chapelle-Bâton (Vienne)
La Chapelle-Bâton é uma comuna francesa na região administrativa da Nova Aquitânia, no departamento de Vienne. Estende-se por uma área de 29.68 km². Em 2010 a comuna tinha 370 habitantes (densidade: 12,5 hab./km²).